# تشارلز ر. بارنارد
تشارلز ر. بارنارد هو سياسي أمريكي، ولد في 13 مارس 1883، وتوفي في 11 يوليو 1948. نشط حزبياً في الحزب الجمهوري. وقد انتخب عضو جمعية ولاية ويسكونسن ‏.